# Springsteen on Broadway
Springsteen on Broadway è stata una serie di concerti tenuti dal cantautore statunitense Bruce Springsteen tra il 2017 e il 2018 presso il Walter Kerr Theatre di New York.
Realizzato nella forma di rappresentazione stabile nel piccolo teatro di Broadway, capace di poco meno di mille posti a sedere, lo spettacolo, dopo una première il 3 ottobre, è stato inaugurato ufficialmente il 12 ottobre del 2017 e avrebbe dovuto concludersi dopo alcune settimane, il 26 novembre. La grande richiesta di biglietti ha convinto il cantautore a prolungarlo dapprima fino al giugno del 2018 e poi fino al 15 dicembre dello stesso anno.
Durante lo spettacolo Springsteen interpretava da solo alcune delle canzoni più rappresentative del suo repertorio, accompagnandosi con la chitarra o con il pianoforte; i brani erano inframezzati da monologhi e racconti ripresi dalla sua autobiografia Born to Run, uscita nel 2016.
Il 10 giugno 2018 Bruce Springsteen è stato insignito di uno speciale Tony Award per Springsteen on Broadway. Lo spettacolo è stato poi reso disponibile in streaming sulla piattaforma Netflix e attraverso l'album omonimo uscito nel dicembre del 2018.
Nel giugno del 2021 Springsteen ha inaugurato una nuova serie di spettacoli al St. James Theatre, altro storico teatro di Broadway.

## Preparazione
Nel giugno del 2017 sono trapelate notizie circa l'intenzione di Springsteen di esibirsi per otto settimane in un teatro di Broadway a partire dall'autunno dello stesso anno. Il 9 agosto 2017 lo spettacolo è stato confermato sul sito ufficiale del cantautore. «Bruce ha iniziato a pensare a questa idea dallo scorso dicembre, che prima è stata messa a fuoco lentamente e poi tutto in una volta lo scorso gennaio», ha detto in un comunicato Jon Landau, il manager di Springsteen. In effetti l'idea di esibirsi in forma acustica per un ristretto pubblico sarebbe venuta al cantautore del New Jersey dopo una analoga esibizione, tenuta sostanzialmente segreta, svoltasi nel gennaio del 2017 alla Casa Bianca in favore dello staff del presidente statunitense Barack Obama in procinto di concludere il suo mandato.
Presentando i concerti Springsteen ha detto: «Volevo fare alcuni spettacoli che fossero il più possibile personali e intimi, ho scelto Broadway per questo progetto perché lì ci sono bellissimi vecchi teatri che mi sembravano l'ambientazione giusta per quello che avevo in mente. Di fatto, con una o due eccezioni, i 960 posti del Walter Kerr Theatre sono probabilmente il luogo più piccolo in cui ho suonato negli ultimi 40 anni. Nel mio spettacolo ci sono solo io, la chitarra, il pianoforte, le parole e la musica. Parte dello spettacolo è parlato, un po è cantato, segue vagamente l'arco della mia vita e del mio lavoro. Tutto per perseguire il mio obiettivo costante di offrire una serata divertente e di comunicare qualcosa di valore.»
In preparazione all'esordio, Springsteen ha realizzato il 19 e il 21 settembre 2017 due prove dello spettacolo nel Pollack Theatre della Monmouth University a cui hanno partecipato su invito 200 spettatori tra i familiari e gli amici più intimi. Una settimana dopo si è tenuta una prova presso il Walter Kerr Theatre anche in questo caso con spettatori invitati e con la prima partecipazione di Patti Scialfa, moglie di Springsteen e corista storica del suo gruppo. Il primo spettacolo si è tenuto il 3 ottobre e la sera del 12 ottobre successivo è avvenuta l'inaugurazione ufficiale per un pubblico selezionato di invitati tra cui i membri della E Street Band al completo.

## Lo spettacolo
Sprinsteen on Broadway ripercorre, tramite i monologhi e le 15 canzoni scelte, di norma eseguite in tutte le date con pochissime variazioni nella scaletta, la vita e la carriera di Spingsteen in una sorta di sceneggiatura che è in gran parte il riadattamento del testo della sua autobiografia Born to Run, pubblicata l'anno prima. La scaletta segue cronologicamente le fasi della vita del cantautore e in parte i capitoli del libro.
Growin' Up è dedicata all'infanzia e all'adolescenza di Springsteen a Freehold, la cittadina del New Jersey dove è cresciuto. My Hometown e My Father's House sono dedicate alla sua città e alla famiglia, in particolare al rapporto problematico con il padre Doug. The Wish è dedicata alla sua prima chitarra e alla madre Adele. Tenth Avenue Freeze-Out è dedicata all'amico fraterno Clarence Clemons e narra in modo romanzato la nascita della E Street Band. Thunder Road è dedicata al tema della fuga, della voglia di scappare dal piccolo mondo provinciale in cui viveva, mentre The Promised Land, Born in the U.S.A. e Long Walk Home rappresentano la più matura riflessione sull'America e sui suoi ideali spesso traditi. Le uniche canzoni d'amore dello spettacolo sono Tougher Than the Rest e Brilliant Disguise cantate in duetto con la moglie Patti. Long Time Coming, eseguita in poche occasioni, parla della riconciliazione con il padre Doug ai tempi della nascita del suo primo figlio e del ruolo dei genitori nella vita dei figli.
Lo spettacolo si chiude con le tre canzoni che Springsteen ha scelto per sintetizzare la sua storia: Dancing in the Dark dedicata alla madre Adele e al suo amore per la musica e il ballo, Land of Hope and Dreams, omaggio all'America come "terra delle possibilità", tema ricorrente e centrale della poetica del cantautore, e da ultimo l'inno Born to Run.

## Biglietti
In risposta ai principali problemi di scalping che afflissero i precedenti tour di Springsteen, i biglietti dello spettacolo sono stati resi disponibili esclusivamente tramite un apposito canale di vendita sicuro predisposto dall'intermediario Ticketmaster nel febbraio 2017. I prezzi dei biglietti variavano tra 75 e 850 dollari. Nonostante gli sforzi di Ticketmaster per scongiurare l'acquisto di biglietti tramite bot, i biglietti sono apparsi immediatamente su alcuni siti di secondary ticketing, pochi minuti dopo l'apertura ufficiale delle prenotazioni. In particolare diverse centinaia di biglietti erano disponibili su StubHub con prezzi maggiorati e compresi tra 1.800 e 6.700 dollari. A causa dei problemi di scalping e per l'esiguo numero di posti disponibili, esauriti in pochi minuti, Springsteen ha prolungato lo spettacolo fino al 3 febbraio 2018 e successivamente fino al 30 giugno 2018 dando la precedenza alle persone che si erano registrate sul sito di vendita, ma non erano riuscite a ottenere i biglietti. Lo spettacolo è stato poi prolungato fino al 15 dicembre 2018.

## Accoglienza

### Incassi
Lo spettacolo ha incassato 113 milioni di dollari in 236 date totali con più di 223.000 biglietti venduti.

### Critica
La rivista musicale Rolling Stone nella sua recensione ha osservato che «[Springsteen on Broadway] è uno degli spettacoli più avvincenti e profondi di un musicista rock di recente memoria.» Secondo il New York Times «di solito i ritratti degli artisti dopo un po’ vengono dimenticati, invece non c’è mai stato niente di così autentico e di così bello a Broadway». Il quotidiano britannico The Guardian ha osservato a proposito di Springsteen che «c'è una fragilità e una nuova luce sulle canzoni e sul suo rapporto con Scialfa, come se fosse nella sua ombra emotiva». Variety ha definito lo spettacolo una sorta di monumento alla visione di Springsteen e ne descrive l'ambizione che lo ha spinto con forza nella sua vita e nella sua carriera artistica.

## Riconoscimenti
Lo spettacolo ha ottenuto grandissima considerazione anche negli ambienti del teatro di New York, tanto da ottenere, il 10 giugno 2018, uno speciale Tony Award, il premio destinato alle produzioni teatrali e ai musical di Broadway.

## Formazione
- Bruce Springsteen - voce, chitarra, armonica a bocca, pianoforte
- Patti Scialfa - cori in Tougher Than the Rest e Brilliant Disguise

Il team creativo di Springsteen on Broadway comprende Heather Wolensky per la scenografia, Natasha Katz per l'illuminazione e Brian Ronan come tecnico del suono.

## Scaletta

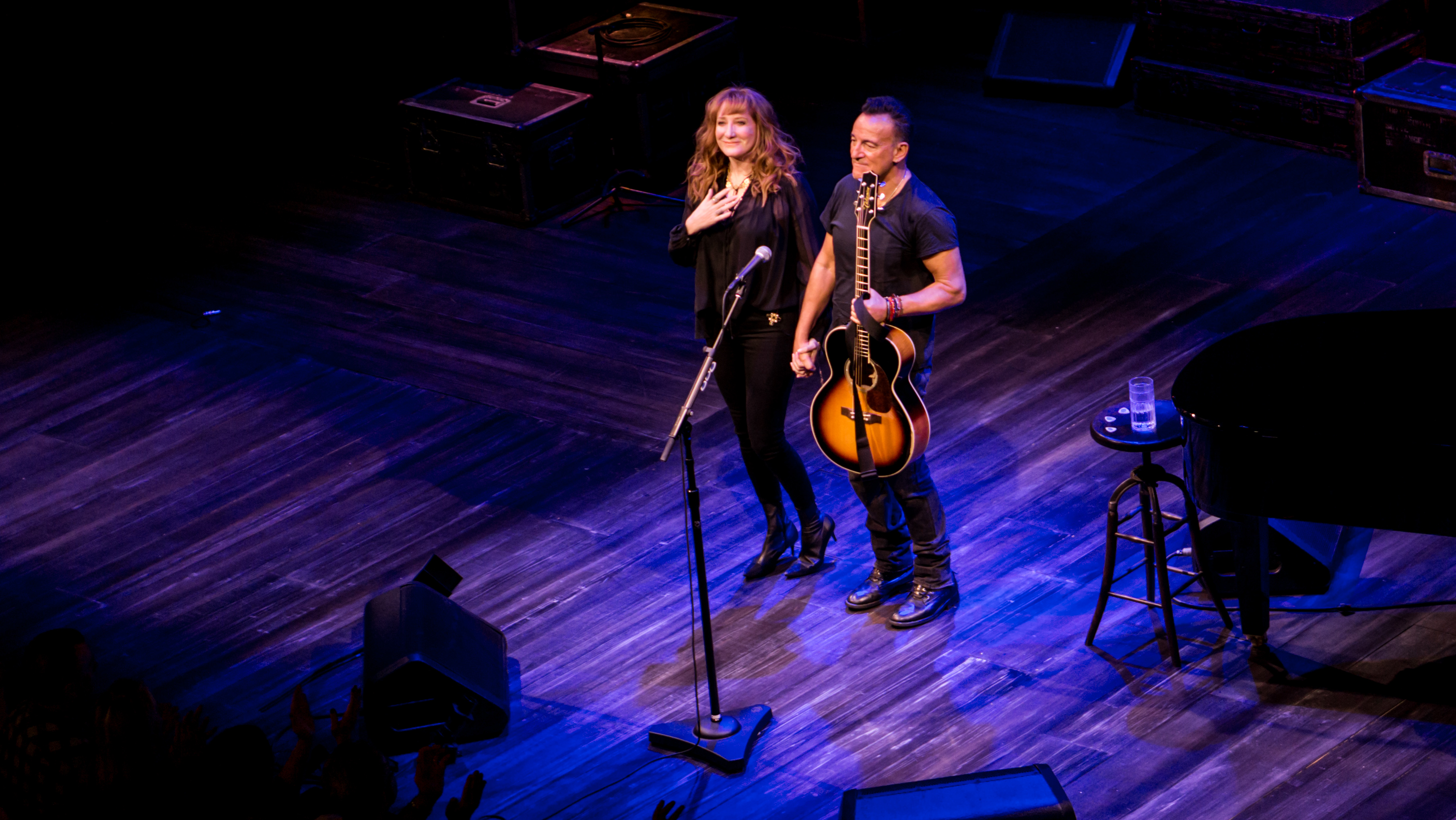
Springsteen e la moglie Patti Scialfa durante uno degli spettacoli nel novembre del 2017.

Secondo i dati forniti dal sito web specializzato setlist.fm, la seguente è stata la scaletta eseguita con maggiore frequenza durante Springsteen on Broadway.
1. Growin' Up
2. My Hometown
3. My Father's House
4. The Wish
5. Thunder Road
6. The Promised Land
7. Born in the U.S.A.
8. Tenth Avenue Freeze-Out
9. Tougher Than the Rest
10. Brilliant Disguise
11. Long Walk Home
12. The Rising
13. Dancing in the Dark
14. Land of Hope and Dreams
15. Born to Run

In alcune date in cui Patti Scialfa era assente, Springsteen ha eseguito The Gost of Tom Joad e Long Time Comin' al posto di Tougher Than the Rest e Brilliant Disguise. Tutte sono state comunque eseguite nei due spettacoli durante il quale è stato filmato lo speciale per Netflix e sono presenti nella colonna sonora pubblicata su disco.
Nei concerti dell'estate 2021 al St. James Theatre, Born to Run è stata sostituita come canzone finale da I’ll See You in My Dreams tratta dall'ultimo album del cantautore, Letter to You. Inoltre Fire ha preso il posto di Brilliant Disguise ed è stata aggiunta American Skin (41 Shots).

## Trasmissioni televisive e discografia
Lo speciale Springsteen on Broadway, film concerto della durata di 2 ore 33 minuti, è stato reso disponibile sulla piattaforma di streaming Netflix nelle prime ore del 16 dicembre 2018, poche ore dopo la fine dell'ultimo spettacolo al Walter Kerr Theatre. Le riprese sono avvenute durante due serate, il 17 e 18 luglio dello stesso anno, alla presenza di un solo pubblico di invitati speciali. Un album con la colonna sonora del film è stato pubblicato il 14 dicembre.
- 2018 – Springsteen on Broadway, CD (doppio), Columbia Records 19075904362